# Josef Escher
Josef Escher, talvolta riportato come Joseph Escher (Sempione, 17 settembre 1885 – Berna, 9 dicembre 1954), è stato un avvocato e politico svizzero, Consigliere federale dal 14 settembre 1950 al 9 dicembre 1954, giorno della sua morte.

## Biografia
Completati gli studi di diritto a Università di Berna e a Berlino, nel 1912 iniziò a lavorare come avvocato a Briga, dapprima come collaboratore, e poi come titolare del suo studio legale e notarile.
Membro del Partito Conservatore, la carriera politica di Escher iniziò nel 1912, quando divenne vicesindaco di Briga, incarico che mantenne fino al 1920. Successivamente, fu deputato al Gran Consiglio del Canton Vallese dal 1917 al 1931; durante il suo mandato al Gran Consiglio, fu eletto sindaco di Glis dal 1920 al 1928. Entrò nel Consiglio nazionale a dicembre del 1925, e vi rimase fino al 1931 e, dopo una parentesi al Consigliere di Stato del Canton Vallese, vi tornò nel 1936. Fu Presidente del Consiglio nazionale dal 1948 al 1949. Dal 1946 al 1950 fu Presidente del Partito Conservatore. Nel 1949 ottenne un dottorato honoris causa in diritto dall'Università di Friburgo.
Nel 1950, a seguito delle dimissioni di Enrico Celio, Escher fu eletto al Consiglio federale al primo scrutinio, ricevendo 165 preferenze su 219. Durante il mandato da Consigliere federale, attuò politiche di ristrutturazione finanziaria delle compagnie di trasporto operanti a livello federale, e promosse la costruzione della centrale elettrica di Rheinau sul fiume Reno, tra il Canton Zurigo e il Baden-Württemberg, che sarebbe iniziata nel 1952. Morì in carica il 9 dicembre 1954.